# Championnats de France de tennis de table 2018
Navigation
Championnats de France 2017 Championnats de France 2019
Les Championnats de France de tennis de table 2018 ont lieu au Palais des sports de Rouen en mars 2018.
Il s'agit de la 88e édition de cette compétition.
Sont disputés des tableaux simples messieurs, simples dames, doubles messieurs, et doubles dames.

## Simple messieurs
Le titre est remporté par Alexandre Robinot pour la première fois, en s'imposant en finale contre Enzo Angles sur le score de 4-2.

## Simple dames
Jia Nan Yuan s'impose pour son quatrième titre national face à Carole Grundisch, sur le score de 4-3.

## Double messieurs
Alexandre Robinot et Joé Seyfried remportent le titre en double

## Double dames
Le titre double dames revient à Océane Guisnel / Stéphanie Loeuillette.